# Melithaea esperi
Melithaea esperi is een zachte koraalsoort uit de familie Melithaeidae. De koraalsoort komt uit het geslacht Melithaea. Melithaea esperi werd in 1889 voor het eerst wetenschappelijk beschreven door Wright & Studer. 